# Dynamic Frequency Selection
Il DFS (Dynamic Frequency Selection) è una funzione integrata in alcuni dispositivi wireless che operano nelle bande dei 5 Ghz e che effettua una scansione dei canali disponibili al fine di rilevare ed evitare di interferire con dispositivi radar che utilizzano quei canali. In caso di interferenza il dispositivo varia il canale utilizzato con uno libero da interferenze.